# 2002 VB131
2002 VB131, também escrito como 2002 VB131, é um objeto transnetuniano que está localizado no Cinturão de Kuiper, uma região do Sistema Solar. Este objeto é classificado como um cubewano. Ele possui uma magnitude absoluta de 6,3 e tem um diâmetro estimado com cerca de 242 km.

## Descoberta
2002 VB131 foi descoberto no dia 7 de novembro de 2002, pelo astrônomo Marc W. Buie.

## Órbita
A órbita de 2002 VB131 tem uma excentricidade de 0,042 e possui um semieixo maior de 43,057 UA. O seu periélio leva o mesmo a uma distância de 41,229 UA em relação ao Sol e seu afélio a 44,885 UA.